# Throbbing Gristle
Throbbing Gristle beziehungsweise TG (wörtlich übersetzt „pochender Knorpel“, in der Umgangssprache von Yorkshire für einen erigierten Penis) war eine britische Avantgarde-Musikgruppe, die als bedeutendste Vertreterin des klassischen Industrial gilt.

## Geschichte
Die Band ging aus der Aktionskunstgruppe COUM Transmissions (CT) hervor, die etwa Ende 1969 von Cosey Fanni Tutti und Genesis P-Orridge gegründet wurde. 1974 stieß der Designer und Techniker Peter „Sleazy“ Christopherson zu ihnen sowie im Folgejahr Chris Carter. Im Rahmen von CT entstanden Throbbing Gristle als ein Nebenprojekt.
Als Initialzündung wirkte dann eine als „Prostitution“ betitelte Ausstellung von CT im angesehenen Londoner ICA (Institute of Contemporary Arts) im Oktober 1976. Objekte wie gebrauchte Tampons und Abbildungen aus Pornomagazinen wurden gezeigt und Auftritte einer Stripperin, der Punkband LSD (Pseudonym der Punkband Chelsea) und erstmals auch von Throbbing Gristle selbst fanden statt. Die so mittelbar von der britischen Königin finanzierte Ausstellung provozierte einen nationalen Skandal, mit dem sich selbst das britische Parlament befasste und der Parlamentsabgeordnete Nicholas Fairbairn, der von der ICA Show angewidert war, formte für sie den Schimpfnamen „Wreckers of Civilization“ (dt. „Zerstörer der Zivilisation“). Der Kunsthistoriker Simon Ford übernahm diese Formulierung, die von der Presse damals rasch aufgenommen wurde, später als Titel seines Buches über die Geschichte von Throbbing Gristle und des Vorgängers COUM Transmissions.
Der Skandal war zwar bewusst inszeniert, diente aber hier nicht nur als Werbeinszenierung, sondern deutete direkt an, worum es Throbbing Gristle in der Folge gehen sollte:

“We’re interested in information, we’re not interested in music as such. And we believe that the whole battlefield, if there is one in the human situation, is about information.”

„Wir sind interessiert an Information, wir sind nicht interessiert an Musik als solcher. Und wir glauben, dass das zentrale Feld der Auseinandersetzung, wenn es ein solches unter Menschen gibt, die Information ist.“

Kurz darauf gründeten Throbbing Gristle ein eigenes Plattenlabel, Industrial Records, das erste unabhängige Label in England und zeitweise das drittgrößte. 1977 erschien ihr erstes Album: 2nd Annual Report, in einer limitierten Auflage von 785 Stück.
Throbbing Gristle nutzten hierauf Techniken der musikalischen Avantgarde wie Bandschleifen und extreme Verzerrung; arbeiteten mit elektronischen Geräten (u. a. selbst konstruierten Synthesizern) und erfanden neue Effektgeräte hinzu, die quasi als Vorläufer des Sampling funktionierten.
Sie arbeiteten mit Texten, die beispielsweise den Mord an Sharon Tate und die Grausamkeiten rhodesischer Guerilleros vor einem ruhigen elektronischen Hintergrund detailliert ineinander webten (Slug Bait – ICA); eingespielte Sprachfetzen; die Geschichte der Moormörder, begleitet von monotonen Bassläufen; drastische Publikumsbeleidigungen (Maggot Death – Brighton) und Soundtracks zu einem Film über eine Vasektomie (After Cease to Exist). Gerne kokettierten Throbbing Gristle auch mit nationalsozialistischen Elementen, welche sie auch in Videotapes stilisierten. Sie bildeten Fotografien von Konzentrationslagern auf ihren Publikationen ab oder zeigten gebrauchte Zyklon-B-Dosen. Die Gruppe selbst trat später bevorzugt in Militäruniformen auf.
All das ermutigte zahlreiche andere Künstler, die sich bald unter dem Dach von Industrial Records versammelten: Clock DVA, SPK, Thomas Leer / Robert Rental, Leather Nun und andere.
In den folgenden fünf Jahren ihrer Zusammenarbeit waren Throbbing Gristle äußerst produktiv; sechs Studio-Alben erschienen, viele Live-Alben, ein Soundtrack für einen Film von Derek Jarman (In the Shadow of the Sun), und darüber hinaus zahlreiche Singles und Maxis neben einer Flut von Kassetten, auf denen sie jedes ihrer Konzerte dokumentierten.
1981 beendeten Throbbing Gristle vorerst ihre Zusammenarbeit. Chris Carter und Cosey Fanni Tutti sind seitdem als Chris & Cosey tätig und haben eine große Zahl von Veröffentlichungen unter diesem Namen vorgelegt. Chris Carter hat seit 1981 auch zahlreiche historische Aufnahmen von Throbbing Gristle neu veröffentlicht. Genesis P-Orridge und Peter Christopherson formierten nach dem Ende von Throbbing Gristle gemeinsam mit Alex Fergusson (Ex-Alternative TV) die Gruppe Psychic TV, die zahlreiche Themen von Throbbing Gristle fortführte.
Für einen einzigen Auftritt am 16. Mai 2004 im Rahmen eines speziell dafür in einem englischen Holiday Resort geplanten Festivals (RE-TG) schlossen sich Throbbing Gristle wieder zusammen. Aus organisatorischen Gründen fand dieser Auftritt dann allerdings im Astoria in London statt. Zu diesem Auftritt erschien ein auf 3000 Stück limitiertes Studioalbum mit dem Titel TG NOW bei Mute Records.
Silvester 2005 kam es auf der Volksbühne in Berlin zu einer weiteren Reunion, in deren Rahmen sich zunächst ein Live-Konzert am 31. Dezember sowie eine Live-Soundtrackeinspielung (zu einem Film von Derek Jarman) am 1. Januar 2006 ergab. Seitdem ist die Gruppe wieder regelmäßig aufgetreten. Im Zuge der Reunion entstand ein neues Album mit dem Titel Part Two: The Endless Not, das nach mehreren Verzögerungen schließlich Anfang April 2007 erschienen ist.
Der endgültig letzte Auftritt Throbbing Gristles in Originalbesetzung fand am 23. Oktober 2010 in London statt. Er sollte ursprünglich das erste von insgesamt fünf Konzerten im Jahr 2010 werden, jedoch gab Genesis P-Orridge nur vier Tage später gegenüber den anderen TG-Mitgliedern und dem Management bekannt, zukünftig nicht mehr als Teil von TG auftreten zu wollen. Nach dem Ausfall des Konzerts in Prag am 30. Oktober 2010 nahmen Chris Carter, Cosey Fanny Tutti und Peter Christopherson die beiden anschließenden Termine unter dem Namen X-TG in Bologna und in Porto wahr. Kurz darauf verstarb Peter Christopherson am 24. November 2010 in seinem Haus in Bangkok.

### Zukunft
Das Weiterbestehen von Throbbing Gristle ist seit dem spontanen Ausscheiden von Genesis P-Orridge und dem Tod von Peter Christopherson unwahrscheinlich. Mutmaßungen hierzu wurden bereits im Vorfeld auf der Homepage von TG mit einem Zitat Christophersons zerschlagen: “About the future of TG live. I do not regard it as possible for any changed band or variation of personnel to perform live as Throbbing Gristle without all the original four of us on stage.” (deutsch: „[frei übersetzt] Über die Zukunft von TG live. Ich halte es nicht für möglich mit jedweder veränderten Band oder anderen Besetzung live als Throbbing Gristle ohne die vier Originalmitglieder aufzutreten.“). Noch Ende September 2011 wurde auf den Webseiten von TG die Reaktivierung von Industrial Records zum Vertrieb von digital remasterten Aufnahmen und unveröffentlichtem Material bekanntgegeben.
Desertshore / The Final Report ist die bislang letzte Veröffentlichung von TG (respektive „X-TG“), die noch mit Christopherson entstand. Die verbleibenden Originalmitglieder Chris Carter und Cosey Fanni Tutti informieren aktuell auf ihren Webseiten nur noch über eigene Musikprojekte.
Anlässlich des 40-jährigen Jubiläums der Erstveröffentlichung des ersten TG-Albums The Second Annual Report gibt das britische Musiklabel Mute ab dem 3. November 2017 nach und nach alle Alben der TG erneut heraus.

## Diskografie (Auswahl)

### Alben
- 1977 – The Second Annual Report. Industrial Records
- 1978 – D.O.A. The Third and Final Report. Industrial Records
- 1979 – 20 Jazz Funk Greats. Industrial Records
- 1980 – Heathen Earth. Industrial Records
- 1980 – Greatest Hits. Rough Us
- 1981 – 20 Jazz Funk Greats. Pass Records
- 1981 – Mission of Dead Souls. Fetish Records
- 1982 – Journey Through a Body. Walter Ulbricht 01
- 1983 – Heathen Earth. Mute Records
- 1984 – In the Shadow of the Sun. Illuminated Records
- 1987 – The First Annual Report. Spurt Records
- 2004 – TG Now: Limited Edition Album of New TG Material. Industrial Records / Mute Records
- 2007 – Part Two – The Endless Not. Industrial Records / Mute Records
- 2007 – Desertshore Installation (12 CD)
- 2008 – 32 Annual Report. Industrial Records
- 2009 – The Third Mind Movements. Industrial Records
- 2012 – (als X-TG) Desertshore / The Final Report (2 CD Industrial Records)

### Live-Alben
- 1981 – Funeral in Berlin. Zensor Records
- 1982 – Thee Psychick Sacrifice. Illuminated Records
- 2004 – A Souvenir of Camber Sands – Live December 2004. Industrial Records / Mute Records
- 2008 – Thirty-Second Annual Report. Industrial Records / Mute Records

### Maxi-Singles
- 1981 – Discipline. Fetish Records (12" Release)

### Singles
- 1978 – United/Zyklon B Zombie. Industrial Records
- 1979 – We Hate You (Little Girls)/Five Knuckle Shuffle. Sordide Sentimental
- 1980 – Subhuman/Something Came Over Me. Industrial Records
- 1980 – Adrenalin/Distant Dreams (Part Two). Industrial Records

### Spezial-Editionen
- 1979 – 24 Hours. Cassette Boxed Set, Industrial Records
- 1993 – TG Box 1, throbbing gristle live, 1976–1980. 4-CD-Box-Set, Mute Records

### Filme und Videos
- 1980 – Heathen Earth. TG Live Studio Session. VHS
- 1980 – Oundle. TG Live at Oundle School. VHS
- 2006 – TGDVD. Live at the Astoria, London 2004

### Bootlegs (Auswahl)
- Live at Death Factory, 1979, Picturedisc Walter Ulbricht Schallfolien
- Führer der Menschheit / S.O. 36 Berlin / Funeral in Berlin, Konzertmitschnitte, 1981
- Nothing Short of a Total War – unreleased recordings 77-80
- The First Annual Report, 2001 Thirsty Ear (UK) bzw. Yeaah! Records (US), recorded in 1975

### Kassetten
- IRC 00. The Best of … Volume I.
- IRC 01. TG Best of … Volume II.
- IRC 02. TG live at ICA, London.
- IRC 03. TG live at Air Gallery and Winchester.
- IRC 04. TG live at Nags Head, High Wycombe.
- IRC 05. TG live at Brighton Polytechnic.
- IRC 06. TG live at Nuffield Theatre, Southampton.
- IRC 07. TG live at Rat Club, London.
- IRC 08. TG live at Highbury Roundhouse, London.
- IRC 09. TG live at Art School, Winchester.
- IRC 10. TG live at The Rat Club, London.
- IRC 11. TG live at Brighton Polytechnic.
- IRC 12. TG live at Architectural Association, London.
- IRC 13. TG live at Goldsmith’s College, London.
- IRC 14. TG live at Industrial Training College, Wakefield.
- IRC 15. TG live at London Film-makers’ Co-op.
- IRC 16. TG live at the Cryptic One Club, London.
- IRC 17. TG live at Centro Iberico, London.
- IRC 18. TG live at Ajanta Cinema, Derby.
- IRC 19. TG live at Sheffield University.
- IRC 20. TG live at The Factory, Manchester.
- IRC 21. TG live at Guild Hall, Northampton.
- IRC 22. TG live at YMCA, London.
- IRC 23. TG studio sessions.
- IRC 24. TG live at Butler’s Wharf, London.
- IRC 25. TG live at Leeds Fan Club.
- IRC 26. TG live at Scala Cinema, London.
- IRC 29. TG live at Goldsmith’s College, London.
- IRC 30. TG live at Oundle School.
- IRC 33. TG live at Sheffield University.
- IRC A. TG Interview.
- IRC B. TG Interview.